# Communauté de communes des Savanes
Die Communauté de communes des Savanes ist ein Gemeindeverband mit der Rechtsform einer Communauté de communes im französischen Überseedépartement Französisch-Guayana. Sie wurde am 1. Januar 2011 gegründet und umfasst vier Gemeinden. Der Verwaltungssitz befindet sich im Ort Kourou.

## Mitgliedsgemeinden
| Gemeinde                           | Einwohner 1. Januar 2022 | Fläche km² | Dichte Einw./km² | Code INSEE | Postleitzahl |
| ---------------------------------- | ------------------------ | ---------- | ---------------- | ---------- | ------------ |
| Iracoubo                           | 1.685                    | 2.762,00   | 1                | 973303     | 97350        |
| Kourou                             | 24.470                   | 2.160,00   | 11               | 973304     | 97310        |
| Saint-Élie                         | 157                      | 5.680,00   | 0                | 973358     | 97312        |
| Sinnamary                          | 2.801                    | 1.340,00   | 2                | 973312     | 97315        |
| Communauté de communes des Savanes | 29.113                   | 11.942,00  | 2                | –          | –            |